# 大和民労会
大和民労会（やまとみんろうかい）は、かつて日本に存在した土建系の暴力団。会長は河合徳三郎。中心メンバーは、土建業系ヤクザの関根賢（後の関根組組長）、高橋金次郎（高橋組組長）、城迫正一（後の小千鳥組組長）だった。
大正10年（1921年）1月、河合徳三郎が、大日本国粋会を脱会し、民政党の後ろ盾のもとに、大和民労会を結成した。

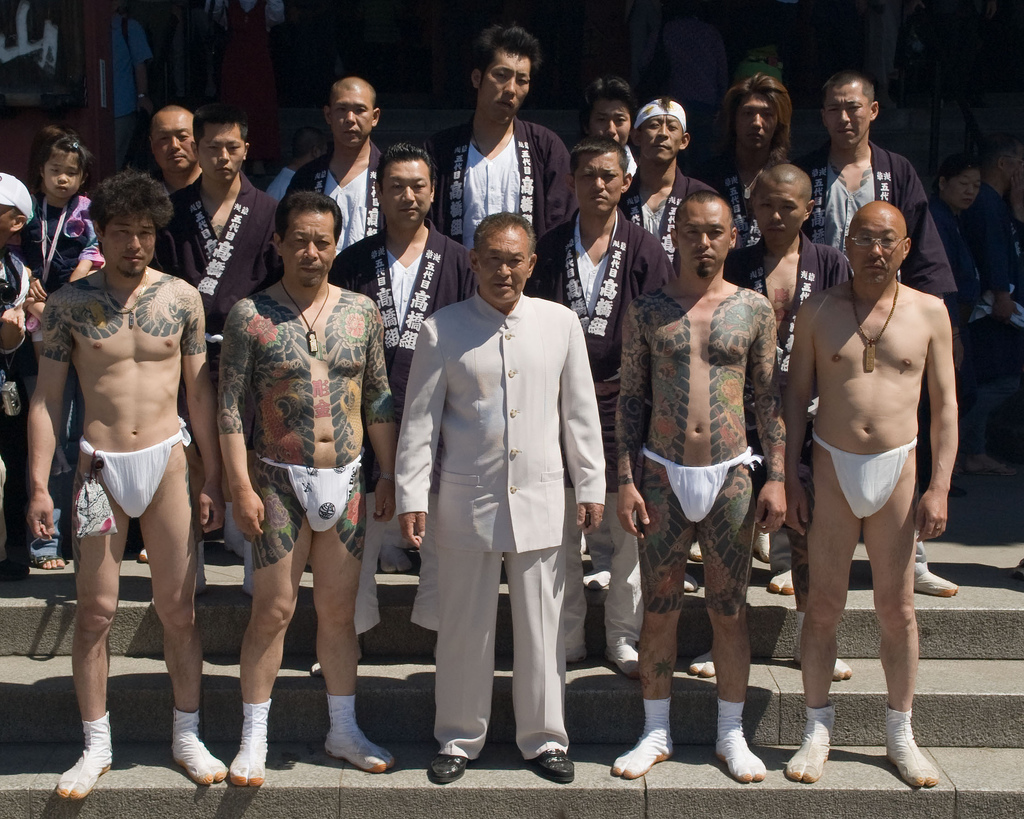
三社祭に参加した5代目浅草高橋組の組員